# 提姆·畢文
提姆·畢文，CBE（英語：Tim Bevan，1958年12月20日—），出生於紐西蘭皇后鎮，電影監製。
貝文在1980年代和莎拉·雷克里夫在倫敦創辦Working Title Films製片公司，目前則與共同經營。貝文製作超過40部以上的電影，包括《冰血暴》、《霹靂高手》、《戰地情人》、《愛是您·愛是我》、《新娘百分百》、《傳奇女王伊利沙伯》和《BJ單身日記》。
貝文有一前妻為裘莉·李察森 (Joely Richardson)，他們育有一女黛西 (Daisy，出生於1992年)。貝文目前妻子為艾咪·甘得寧 (Amy Gadney)，兩人育有一女兒奈爾 (Nell，出生於2001年)和一兒子雅哥 (Jago，出生於2003年)。

## 參與電影
- 1996年：《冰血暴》（Fargo）
- 1998年：《傳奇女王伊利沙伯》（Elizabeth）
  - 提名奧斯卡最佳影片獎
- 1998年：《謀殺綠腳趾》（The Big Lebowski ）
- 1999年：《新娘百分百》（Notting Hill）
- 2000年：《霹靂高手》（O Brother, Where Art Thou?）
- 2001年：《戰地情人》（Captain Corelli's Mandolin）
- 2001年：《BJ單身日記》（Bridget Jones's Diary）
- 2003年：《愛是您·愛是我》（Love Actually）
- 2004年：《球戀大滿貫》（Wimbledon）
- 2007年：《贖罪》
  - 提名奧斯卡最佳影片獎
- 2012年：《悲慘世界》（Les Misérables）
  - 提名奧斯卡最佳影片獎
- 2015年：《音浪青春》（We Are Your Friends）
- 2015年：《丹麦女孩》（The Danish Girl）
- 2016年：《凱薩萬歲！》（Hail, Caesar!）
- 2016年：《BJ有喜》（Bridget Jones's Baby）
- 2017年：《玩命再劫》（Baby Driver）
- 2017年：《最黑暗的時刻》（Darkest Hour）
- 2017年：《维多利亚与阿卜杜勒》（Victoria & Abdul）
- 2017年：《雪人》（The Snowman）
- 2018年：《恩德培行動》（Entebbe）
- 2018年：《特務戇J：神級歸位》（Johnny English Strikes Again）
- 2018年：《雙后傳》（Mary Queen of Scots）
- 2019年：《魔劍少年》（The Kid Who Would Be King）
- 2019年：《昨日奇迹》（Yesterday）
- 2019年：《居禮夫人：放射永恆》（Radioactive）
- 2019年：《CATS貓》（Cats）
- 2020年：《艾瑪.》（Emma）
- 2021年：《情聖西哈諾》（Cyrano）
- 2021年：《迷離夜蘇活》（Last Night in Soho）
- 2022年：《幸福入場券》（Ticket to Paradise）
- 2022年：《泳出新生》（The Swimmers）
- 2024年：《某种物质》（The Substance）
- 2025年：《亲爱的，别！》（Honey, Don't!）

## 外部連結
- Tim Bevan在互联网电影资料库（IMDb）上的資料（英文）